# 張堅庭
張堅庭（英語：Alfred Cheung Kin Ting，1956年12月28日—），香港知名電影導演、男演員、編劇和監製，也曾擔任電台及電視節目主持人。曾獲得1982年及1984年香港電影金像獎最佳編劇。2008年獲香港科技大學EMBA碩士學位。目前定居英國。

## 生平
張堅庭於1956年在廣東廣州市出生，3歲時隨家人來港，曾就讀花地瑪英文學校（小學）、博允英文中學、威靈頓英文中學，畢業於香港浸會學院，其後於香港中文大學進修電影文憑校外課程。再遠赴美國The New School For Social Research-Alfred Hitchcock Studies深造電影，於1981年起參與編劇工作，1982年憑著《胡越的故事》，於1982年贏得香港電影金像獎最佳編劇；1983年自編自導《表錯七日情》，再獲得香港電影金像獎最佳編劇。
張堅庭參與製作之電影逾80部，一直以來都是以喜劇居多，並身兼電影導演、編劇、監製和演員各職，並獲出色成就。像1990年憑著《表姐，你好嘢！》，為主演的鄭裕玲贏得香港電影金像獎最佳女主角；《港督最後一個保鑣》也獲得過香港電影金像獎多個提名。
自1990年代末張堅庭經常活躍於各類型的媒體，於1996年發展entertainment.com娛樂網站及飲食業包括越南菜館及表哥茶餐廳。近年他又發展戲劇訓練，透過戲劇訓練及角色扮演，學員可學習了解客人情緒及感受。張氏於2003年創辦「張堅庭戲劇工作坊」，曾為各大機構如稻香集團、康泰旅行社、香港郵政、電訊盈科、香港賽馬會、數碼通、太古可口可樂香港有限公司、香港迪士尼樂園、海洋公園等提供僱員訓練。2008年，張堅庭於香港科技大學高級管理人員國際工商管理碩士課程（IEMBA）畢業。
在2007年香港行政長官選舉中，曾指導泛民主派候選人梁家傑表達技巧。
於2011-2012年度微笑企業大獎頒獎典禮擔任微笑大使，頒獎予港澳地區多個於微笑服務表現優異的企業。
2018年8月起創立Youtube頻道"Comma"與Facebook"張堅庭頻道"。

## 爭議

### 搶註泰昌餅家商標事件
2005年泰昌餅家暫時結業期間，張堅庭曾與泰昌東主歐陽先生洽談合作，希望對方供應蛋撻給「表哥茶餐廳」(本身由張所經營)，但不果，由於泰昌經營多年來都未有到商標註冊處登記商標，於是張氏便單方面搶註泰昌商標。張表示因為自己是基督徒，做不到以註冊跟歐陽先生「講數」，於是開出條件要歐陽天閏捐款給宣明會，張便會 「物歸原主」，最終歐陽天閏捐款出五萬港元贖回商標使用權。事件引發香港網民激烈討論，有基督徒更質疑張氏此舉是否基督徒應有所為。有網民批評張堅庭這樣的行徑是「爛仔所為」，基督徒網民也質疑他逼人捐錢，並非基督徒應有的行為。

### 助內地官員妻來港產子
早在2012年2月1日，在香港反內地新移民聲音高漲的時候，張堅庭已在明報發表一篇名為《星級爸爸﹕誰是蝗蟲？》的文章。同日，高登網民在蘋果日報及《爽報》刊登反對雙非孕婦來港產子的廣告。2月4日，張堅庭在其微博張貼了大罵蘋果日報及其創辦人的留言。留言內文批評他們為「冚x鏟的一群」，並指出有人在爭取政治資本而挑撥族群。2月中，張堅庭接受蘋果日報專訪時透露，他曾協助過一名大陸黨政機關官員妻子來港產子，此言一出更令網民嘩然，立即指他為「中介人」、「賣港賊」。

### 2019冠狀病毒病疫情期間反駁曾華德醫生
於2019冠狀病毒病香港疫情期間，社交網站流傳一封由曾華德醫生（藝人曾華倩的兄長）在2020年2月2日给别人撰寫的一封英文信，內容指2019冠狀病毒病引起了很多恐慌，但市民其實不必驚慌，武漢市的肺炎死亡率僅為2%，顯然有很多「政治恐慌」和「西方勢力對此恐慌情绪的操縱」。導演張堅庭在社交網站分享並反駁，指中央政府實際上採取不少措施，包括自1949年以來第一次封鎖人口超過1000萬的城市（武漢），可見事情嚴重性，又批評曾華德既是醫務人員，不應該將流感與冠狀病毒的死亡率用作比較，又引述西方冠狀病毒科學家估算的死亡率，實為6-8%，冠狀病毒是一種嶄新的病毒，不可能「由西方控制」。及後再接受傳媒訪問，承認有關信件為朋友轉載，未能完全確定，如果有錯願意道歉，但亦指這封信代表不少人的觀點。

## 家庭
妻子為英皇集團主席楊受成長女楊諾思，有三子女。幼子是傑志青年軍。大兒子張高銘（Justin），在紐約電影學院畢業，正在荷里活當實習生。張堅庭首次與大兒子一起為芝柏錶執導了一齣微電影《追風的女孩》，小兒子高翔（Jonathan）當男主角。張高翔自小喜歡足球，8歲加入了傑志足球隊，12歲當港青代表香港出賽。張堅庭為他找尋一家位於美國羅省的博雅式大學，以運動員身份報考，這樣便可以繼續培養足球。張高翔曾經代表香港20歲以下足球代表隊參加2018亞洲足協19歲以下錦標賽外圍賽。外甥孫為2012年度香港小姐競選冠軍張名雅。

## 電影

### 1980年代
| 片名         | 年代 | 角色     | 職務           | 合作                                 | 備註           |
| 救世者       | 1980 |          | 編劇.演員      |                                      |                |
| 文仔的肥皂泡 | 1981 |          | 編劇           |                                      |                |
| 父子情       | 1981 | 未演出   | 編劇           |                                      |                |
| 胡越的故事   | 1981 | 未演出   | 編劇           |                                      |                |
| 馬騮過海     | 1982 | 未演出   | 導演           |                                      |                |
| 血汗金錢     | 1983 | 未演出   | 編劇           |                                      |                |
| 星際鈍胎     | 1983 |          | 演員           |                                      |                |
| 表錯七日情   | 1983 |          | 導演.編劇.演員 |                                      |                |
| 城市之光     | 1984 |          | 導演.編劇.演員 |                                      |                |
| 青蛙王子     | 1984 |          | 演員           |                                      |                |
| 三十處男     | 1984 |          | 編劇.策劃.演員 | 鄭文雅                               |                |
| 緣份         | 1984 |          | 演員           |                                      |                |
| 花心蘿蔔     | 1984 |          | 演員           |                                      |                |
| 再見七日情   | 1985 | 未演出   | 導演.編劇      |                                      |                |
| 鬼馬飛人     | 1985 | 廣告導演 | 演員           | 鍾鎮濤、鄭則士                       | 客串           |
| 天使出更     | 1985 |          | 編劇.演員      |                                      |                |
| 平安夜       | 1985 |          | 演員           |                                      |                |
| 夏日福星     | 1985 |          | 演員           |                                      |                |
| 替槍老豆     | 1985 | 未演出   | 編劇           |                                      |                |
| 富貴列車     | 1986 | 未演出   | 編劇           |                                      |                |
| 兩公婆八條心 | 1986 |          | 導演.編劇.演員 | 葉童、錢慧儀                         | 【雙生傷生】篇 |
| 玫瑰的故事   | 1986 |          | 演員           |                                      |                |
| 最佳福星     | 1986 |          | 故事.演員      |                                      |                |
| 老娘夠騷     | 1986 |          | 演員           |                                      |                |
| 一屋兩妻     | 1987 | 未演出   | 編劇.策劃      |                                      |                |
| 標錯參       | 1987 | 未演出   | 導演.編劇      |                                      | 台：綁錯票     |
| 亡命鴛鴦     | 1988 | 未演出   | 導演.編劇      |                                      |                |
| 一妻兩夫     | 1988 | 劇團演員 | 編劇.演員      |                                      | 客串           |
| 過埠新娘     | 1988 |          | 導演.編劇.演員 |                                      |                |
| 鬼掹腳       | 1988 | 王小明   | 演員           | 高麗虹、午馬、陳友                   | 台：鬼抓人     |
| 神探父子兵   | 1988 |          | 演員           |                                      |                |
| 群鶯亂舞     | 1988 |          | 演員           |                                      |                |
| 小男人周記   | 1989 |          | 演員           |                                      |                |
| 群龍戲鳳     | 1989 | 珠寶店員 | 演員           | 孫越、利智                           | 客串           |
| 再見王老五   | 1989 | 喜宴賓客 | 策劃.演員      |                                      | 客串           |
| 不脫襪的人   | 1989 | 未演出   | 策劃           |                                      |                |
| 求愛夜驚魂   | 1989 | 阿龍     | 編劇.策劃.演員 | 張曼玉、吳君如、鄭丹瑞、劉錫賢、胡楓 |                |

### 1990年代
| 片名                      | 年代 | 角色        | 職務                | 合作                                                                                         | 備註             |
| 漫畫奇俠                  | 1990 |             | 演員                |                                                                                              |                  |
| 表姐，你好嘢！            | 1990 | 張寶勝      | 導演.編劇.演員      | 鄭裕玲、梁家輝、林蛟、方剛 、周文健                                                          |                  |
| 古惑大律師                | 1990 | 張大狀      | 導演.編劇.演員      | 鄭裕玲、梁家輝、劉嘉玲、吳家麗                                                               | 臺：搞怪大律師   |
| 衰鬼撬牆腳                | 1990 | David       | 演員                | 胡楓、吳耀漢、劉玉婷、司馬燕、陳友、王文君                                                   | 臺：衰鬼要上床   |
| 夜魔先生                  | 1990 |             | 演員                |                                                                                              |                  |
| 我老婆唔係人              | 1991 |             | 演員                |                                                                                              | 臺：我老婆不是人 |
| 表姐，妳好嘢！2           | 1991 | 張寶勝      | 導演.編劇.演員      | 鄭裕玲、李子雄、林蛟、周文健                                                                 |                  |
| 豪門夜宴                  | 1991 | 未演出      | 導演.編劇           |                                                                                              |                  |
| 與龍共舞                  | 1991 | 鞏俐 馬丁鞏 | 演員                | 劉德華、張敏、葉德嫺、吳孟達、羅美薇、鮑漢琳、翁虹、李香琴、朱江、午馬、陳曉瑩、程東、單立文 |                  |
| 夜夜伴肥嬌                | 1992 |             | 演員                |                                                                                              |                  |
| 雙龍會                    | 1992 | 黑幫老大    | 演員                | 成龍、泰迪羅賓                                                                               |                  |
| 逃學英雄傳                | 1992 | 侯瑞堅      | 演員                | 郭富城、張敏、邱淑貞、吳孟達、陳惠敏、黃炳耀、陳國新、黃一山                                 |                  |
| 太子爺出差                | 1992 |             | 編劇.演員           |                                                                                              |                  |
| 表姐，妳好嘢！3之大人駕到 | 1992 | 張寶勝      | 導演.編劇.演員      | 鄭裕玲、陳松勇、黃秋生                                                                       |                  |
| 丐世英雄                  | 1992 |             | 演員                | 許冠文、吳君如、雷宇揚、黎彼得、陳惠敏                                                       |                  |
| 兩屋一妻                  | 1992 |             | 演員                |                                                                                              |                  |
| 細佬識講嘢                | 1992 |             | 導演.編劇.監製.演員 | 陳惠敏                                                                                       | 臺：色魔抓狂     |
| 飛女正傳                  | 1992 |             | 演員                | 張敏、吳孟達、刘玉翠、楊麗青                                                                 |                  |
| 夏日情人                  | 1992 |             | 演員                |                                                                                              |                  |
| 神槍手與咖喱雞            | 1992 | 張家長      | 演員                | 張學友、李麗珍、林正英、董瑋                                                                 |                  |
| 盲女72小時                | 1993 |             | 監製.演員           |                                                                                              |                  |
| 富貴狂花                  | 1993 |             | 演員                |                                                                                              |                  |
| 表姐，你好嘢！4情不自禁   | 1994 | 張寶勝      | 導演.編劇.演員      |                                                                                              |                  |
| 戴綠帽的女人              | 1995 |             | 導演.編劇.監製.演員 |                                                                                              |                  |
| 驚變                      | 1996 | 林國財      | 演員                | 任達華、溫碧霞、黃子華、敖志君、曾燕                                                         |                  |
| 人細鬼大                  | 1996 |             | 演員                |                                                                                              |                  |
| 港督最後一個保鑣          | 1996 |             | 導演、編劇          | 葛文輝、邱淑貞、羅家英、周文健、陳曼娜、黃毓民、羅冠蘭、李純恩                               |                  |
| 基佬四十                  | 1997 |             | 演員                |                                                                                              |                  |
| 97家有囍事                | 1997 |             | 導演.演員           |                                                                                              |                  |
| 全職大盜                  | 1998 | 高明        | 導演.編劇.監製.演員 | 黃秋生                                                                                       |                  |
| 失業特工隊                | 1998 |             | 導演.編劇.監製.演員 |                                                                                              |                  |

### 2000年代
| 片名           | 年代 | 角色    | 職務           | 合作           | 備註 |
| 特務迷城       | 2001 |         | 演員           |                |      |
| 老夫子2001     | 2001 | 校長    | 演員           | 老夫子         |      |
| 殺科           | 2001 |         | 演員           |                |      |
| 風流家族       | 2002 | 張堅庭  | 演員           |                |      |
| 反收數特遣隊   | 2002 |         | 演員           |                |      |
| 金雞           | 2002 |         | 演員           | 吳君如         |      |
| 賭俠之人定勝天 | 2003 |         | 演員           | 楊恭如         |      |
| 飛龍再生       | 2003 |         | 編劇.監製.演員 | 成龍           |      |
| 少年阿虎       | 2003 |         | 演員           |                |      |
| 大丈夫2        | 2006 | 盧醫生  | 演員           |                |      |
| 合約情人       | 2007 |         | 編劇.導演.演員 |                |      |
| 七天愛上你     | 2009 |         | 編劇.導演.演員 | 賀軍翔、李小璐 |      |
| 72家租客       | 2010 | 醫生    | 演員           | 曾志偉         |      |
| 我愛HK開心萬歲 | 2011 | TVB導演 | 演員           | 曾志偉         |      |
| Z風暴          | 2014 |         | 演員           | 古天樂         |      |
| 贫穷富爸爸     | 2015 |         | 導演           |                |      |
| 再見UFO        | 2019 |         | 演員           |                |      |

## 電視劇
- 2004 《赤沙印記@四葉草.2》飾 黃材俊
- 1977  香港電台電視劇《小時候—爸爸打我》飾 小學中文老師

## 電視主持
- 《荔園小天地》麗的電視
- 1989年《閒情生活篇》無綫電視
- 1996-1997年 《香港傳奇》無綫電視
- 2003年《集體回憶70年代》香港電台
- 2004年《向男講向女講》無綫電視
- 2007-2008年《一擲千金》無綫電視
- 2018年 《Good Night Show 個個得把口》ViuTV
- 2019年 《有個保險 Friend》ViuTV

## 獎項

### 香港電影金像獎
| 年份   | 頒獎典禮            | 獎項     | 影片       | 結果 |
| ------ | ------------------- | -------- | ---------- | ---- |
| 1982年 | 第1屆香港電影金像獎 | 最佳編劇 | 胡越的故事 | 獲獎 |
| 1984年 | 第3屆香港電影金像獎 | 最佳編劇 | 表錯七日情 | 獲獎 |

### 金馬獎
| 年份   | 頒獎典禮     | 獎項         | 影片           | 結果 |
| ------ | ------------ | ------------ | -------------- | ---- |
| 1990年 | 第27屆金馬獎 | 最佳改编剧本 | 表姐，妳好嘢！ | 提名 |

### 日本電影學院獎
| 年份   | 頒獎典禮             | 獎項                  | 影片   | 結果 |
| ------ | -------------------- | --------------------- | ------ | ---- |
| 2000年 | 第23回日本電影學院獎 | 话题奖-最具话题影片奖 | 无问题 | 獲獎 |

### 香港電影編劇家協會大獎
| 年份   | 頒獎典禮                       | 獎項     | 影片 | 結果 |
| ------ | ------------------------------ | -------- | ---- | ---- |
| 2023年 | 2022年度香港電影編劇家協會大獎 | 榮譽大獎 | -    | 獲獎 |

## 外部連結
- 張堅庭頻道的Facebook專頁
- 張堅庭的X（前Twitter）
- YouTube上的張堅庭頻道
- 張堅庭的Instagram帳戶
- 張堅庭個人簡介 （页面存档备份，存于）
- 中文電影資料庫：張堅庭 （页面存档备份，存于）
- 張堅庭在互联网电影资料库（IMDb）上的資料（英文）
- 張堅庭在香港影庫上的簡介
- 張堅庭在时光网上的簡介（简体中文）
- 張堅庭@灼見名家 （页面存档备份，存于）